# Hydrobiosella stenocerca
Hydrobiosella stenocerca är en nattsländeart som beskrevs av Tillyard 1924. Hydrobiosella stenocerca ingår i släktet Hydrobiosella och familjen stengömmenattsländor. Inga underarter finns listade i Catalogue of Life.